# Terri Herrera Eriksson
Terri Herrera Eriksson, född 1973, är en svensk skribent och programledare.
Hon har skrivit föräldra- och resekrönikor på Aftonbladet och var programledare i latinoprogrammet Corazon som hörs i SR Atlas/ Metropol. Hon har också skrivit boken En alien i magen (2004). Därefter har hon varit chefredaktör för Amelia Specialtidningar och redaktionschef för Damernas Värld på Bonnier Tidskrifter.